# ジオキサマイシン
ジオキサマイシン（英語:Dioxamycin）はベンズ[a]アントラキノン系抗生物質であり、分子式C38H40O15のキナーゼ阻害剤である 。ジオキサマイシンは、Streptomyces cocklensis及びStreptomyces xantholiticusという細菌によって産生される。